# Barber (Curaçao)
Pour les articles homonymes, voir Barber.
Barber est une ville du nord de l'île de Curaçao, dans les Antilles. Elle est située à l'intérieur des terres depuis la côte nord, au sud-est du Christoffelberg, à un important carrefour routier. Au nord se trouve la plus petite colonie de San Hyronimo, et à l'ouest se trouvent Santa Cruz et Soto. Le petit village d'Ascencion se trouve juste à l'est. Se trouve à Barber, un musée de l'esclavage et un petit parc naturel avec le plus vieil arbre de Curaçao.

## Histoire
L'histoire de la ville de Barber débute en tant que Plantation Barber. La plantation est nommée d'après Barbara Exteen. En 1827, une église est construite à Barber, puis en 1832, la plantation est vendue à l'Église catholique romaine. Barber devient rapidement la ville principale du secteur. En 1913, la plantation est achetée par le gouvernement qui en divise les terrains en parcelles de deux hectares que les gens peuvent louer.

## Aperçu

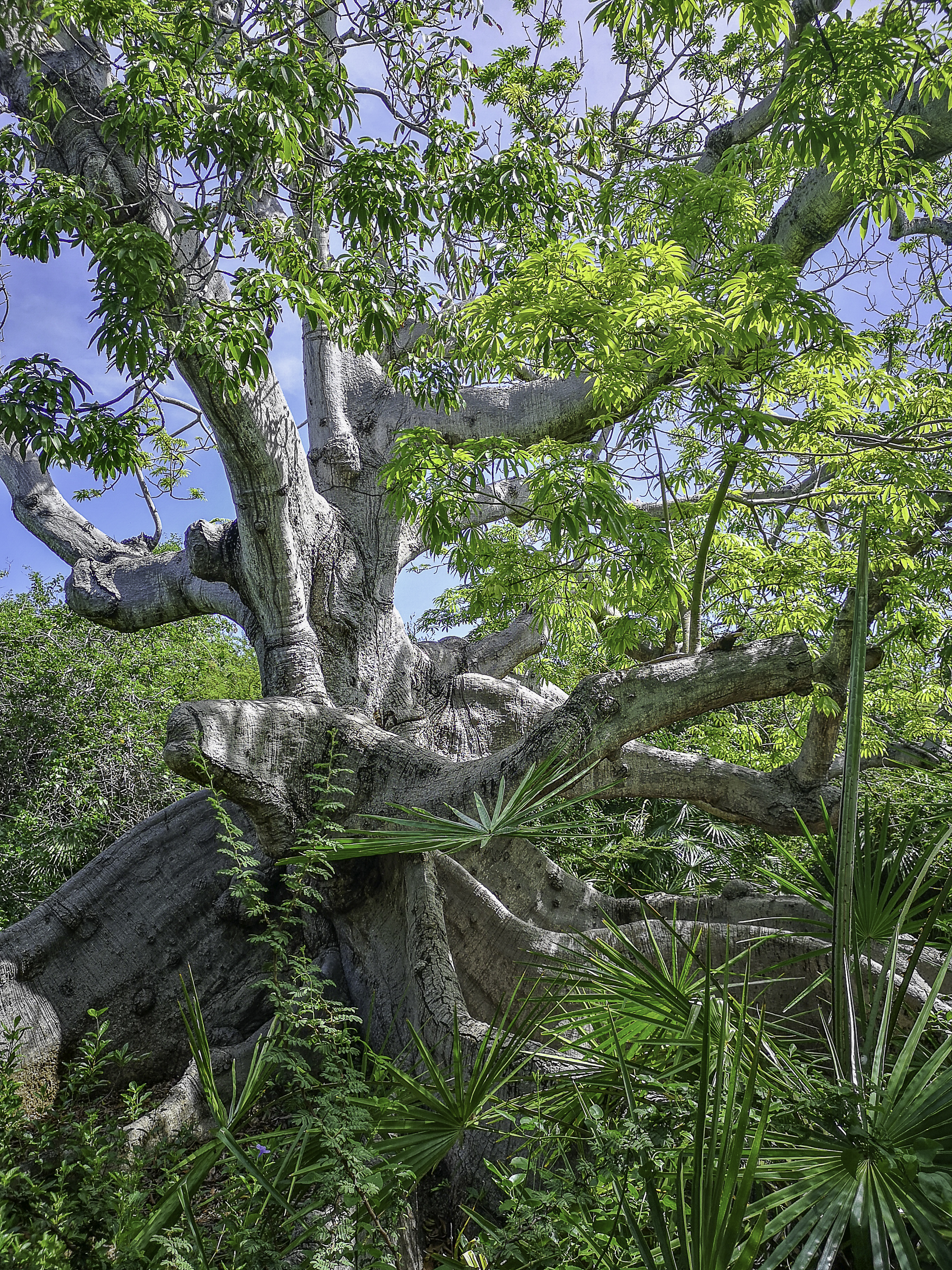
Le cotonnier à soie.

Les principaux sites touristiques de Barber incluent le plus vieil arbre de Curaçao, un Ceiba pentandra ou cotonnier à soie. Certains prétendent qu'il a 800 ans, ce qui pourrait en faire le plus ancien spéciment de cette espèce au monde,. Barber accueille un marché du dimanche, où les vendeurs locaux vendent des spécialités telles que la soupe à l'estomac et une forme locale de pâtisseries.
Le Kas di Pal'i Maishi (nl) est un musée en plein air présentant la condition de vie des esclaves de l'île.
La réserve naturelle de Hofi Pastor (littéralement : le Verger des prêtres) est un petit parc naturel situé en bordure de Barber. Il s'agissait autrefois d'une forêt appartenant aux prêtres de l'Ordre dominicain qui ont fait don du terrain à Amigu di Terra (la division de Curaçao des Amis de la Terre). En 1996, le parc ouvre ses portes en tant que jardin botanique avec uniquement une flore et une faune indigènes,. Deux sentiers pédestres dans le parc mènent le long du plus vieil arbre.
Plusieurs petites plages bucoliques se trouvent également dans les environs de Barber.